# 4月8日
4月8日是公历一年中的第98天（闰年第99天），离全年的结束还有267天。

## 大事记

### 20世紀以前
- 217年：罗马禁卫军卫士在哈兰附近暗杀皇帝卡拉卡拉，执政官马克里努斯被拥立为皇帝。
- 1271年：馬木路克蘇丹國蘇丹拜巴爾一世的軍隊控制醫院騎士團在霍姆斯附近的騎士堡。
- 1378年：天主教會教宗選舉秘密會議選出繼任教宗烏爾巴諾六世，但隨後引發長期的教會分裂。
- 1525年：条顿骑士团团长改信路德教，普鲁士公国成立。
- 1695年：北京故宫太和殿（俗称金銮殿）建成。
- 1820年：奥斯曼帝国农民在米洛斯岛发现断臂的古希腊阿芙萝黛蒂雕像「米洛的维纳斯」。
- 1896年：南洋公学建校。

### 20世紀
- 1902年：沙俄政府与清政府签订中俄《交收东三省条约》，同意从中国东北撤军。
- 1904年：英国和法国两国签订一系列的《英法协约》，双方停止争夺海外殖民地的冲突。
- 1904年：美国曼哈顿的朗埃克广场因《纽约时报》总部迁至附近而改名为时报广场。
- 1911年：荷兰科学家海克·卡末林·昂内斯在用液氦降低汞的温度时，首次测量发现超导现象。
- 1911年：美國漫畫家溫瑟·麥凱發行無聲短片《小尼莫》，為最早的動畫電影之一。
- 1913年：美國憲法第17條修正案正式批准生效，聯邦參議員改由公民直接選舉。
- 1913年：巴西宣布承認中华民国，成為世界第一個承認中華民國的國家。
- 1913年：中国第一届国会的开幕典礼在北京举行，国会由参议院和众议院组成。
- 1939年：意大利入侵阿尔巴尼亚。
- 1946年：国际联盟决定自行解散，财产移交联合国。
- 1946年：「四八空難」，中共代表團乘飛機離開重慶前往延安向中共中央匯報途中在山西省興縣黑茶山失事，機上所有人全部罹难。
- 1973年：印度強行軍事接管接管锡金。
- 1973年：挪威進步黨於奧斯陸的一家電影院成立。
- 1980年：《中華人民共和國憲法》中“四大”的条文被取消。
- 1984年：中国自行研制的東方紅二號試驗通信衛星发射成功。
- 1994年：日本首相细川护熙宣布辞职。

### 21世紀
- 2005年：梵蒂岡舉行教宗若望保祿二世的遺體告別儀式，並安葬在聖伯多祿大殿地下墓地。
- 2008年：李素妍乘坐联盟TMA-12进入太空，成为韩国第一位宇航员以及亚洲第二位女性宇航员。
- 2014年：Windows XP延伸支持到期[1]。
- 2020年：因COVID-19疫情而被封锁的中华人民共和国湖北省武汉市于当地时间当天0时解除封锁。
- 2022年：华纳媒体与探索公司完成合并，正式成立新公司华纳兄弟探索。
- 2024年：北美洲發生2024年全球唯一一次的日全食。
- 2025年：多明尼加首都聖多明哥一家夜總會發生屋頂坍塌事故，造成至少221人死亡、255人受傷。

## 出生
- 184年：郭女王，魏文帝曹丕皇后（235年逝世）
- 510年：魏孝明帝元詡，北魏皇帝（528年逝世）
- 1336年：帖木兒，帖木兒帝國創建者（1405年逝世）
- 1605年：腓力四世，西班牙哈布斯堡王朝國王（1665年逝世）
- 1818年：奧古斯特·威廉·馮·霍夫曼，德國化學家（1892年逝世）
- 1818年：克里斯蒂安九世，丹麥國王（1906年逝世）
- 1824年：荷蘭的索菲公主，薩克森-魏瑪-艾森納赫大公夫人（1897年逝世）
- 1856年：小藤文次郎，日本地球科學家（1935年逝世）
- 1859年：埃德蒙德·胡塞爾，德國哲學家（1938年逝世）
- 1863年：阿諾德·愛德華·歐特曼，美國博物學家、動物學家（1927年逝世）
- 1875年：阿爾貝一世，比利時國王（1934年逝世）
- 1892年：理查德·诺伊特拉，奧地利裔美國建築師（1970年逝世）
- 1898年：德雷絲·紐曼，德國天主教神秘家（1962年逝世）
- 1902年：安德魯·歐文，英國探險家（1924年逝世）
- 1904年：約翰·希克斯，英國經濟學家，1972年諾貝爾經濟學獎得主（1989年逝世）
- 1912年：阮祿，越南武術家、越武道创始人（1960年逝世）
- 1912年：桑雅·赫尼，挪威花样滑冰女选手（1969年逝世）
- 1919年：伊恩·史密斯，辛巴威及前羅德西亞政治家（2007年逝世）
- 1922年：華嚴，臺灣女性作家（2022年逝世）
- 1932年：高菊花，臺灣女歌手、教師（2016年逝世）
- 1938年：科菲·安南，前联合国秘书长（2018年逝世）
- 1940年：約翰·哈夫利切克，前NBA波士頓塞爾提克運動員（2019年逝世）
- 1941年：薇薇安·魏斯伍德，英國時裝設計師（2022年逝世）
- 1942年：約亨·林特，代表奧地利參加比賽的德國賽車手（1970年逝世）
- 1946年：黃百鳴，香港電影演員、導演
- 1947年：侯孝賢，台灣導演
- 1947年：羅伯特·清崎，日裔美國商人、作家
- 1950年：顧寶明，台灣男演員（2022年逝世）
- 1951年：桃井薰，日本女演員
- 1953年：基里爾·格沃吉安，俄羅斯外交官、法官，現任國際法院副院長、法官
- 1960年：約翰·施奈德，美國男演員
- 1966年：羅冰·活麗，美國女演員
- 1967年：田中一成，日本男性聲優（2016年逝世）
- 1968年：，美國女演員
- 1970年：張嘉益，中國男演員
- 1972年：姜成鎬，韓裔美國男演員
- 1973年：林暐，台裔美國電影製片人
- 1974年：迪恩·齊默爾曼，美國剪輯師
- 1976年：謝佳賢，臺灣職業棒球運動員
- 1976年：下和田裕貴，日本男性聲優
- 1977年：李柏毅，現任高雄市第三選舉區立法委員[2]
- 1978年：DAIGO，日本歌手、演员，樂隊BREAKERZ成員
- 1979年：向玉麟，臺灣電子競技選手
- 1981年：泰勒·克奇，加拿大男演員
- 1981年：Gummy，韓國女歌手
- 1983年：金英東，韓國男藝人
- 1984年：陳世念，台灣籃球選手
- 1986年：澤尻英龍華，日本女演員
- 1986年：娜塔莉娅·伊什琴科，俄罗斯花样游泳運動員
- 1987年：梁文音，台灣女歌手
- 1989年：高橋瞳，日本女歌手
- 1989年：加布瑞拉·王爾德，英國女演員
- 1990年：金鐘鉉，韓國男子偶像團體SHINee成員（2017年逝世）
- 1990年：白宇，中國男演員
- 1991年：高橋南，日本女艺人
- 1992年：李子森，台灣男歌手
- 1993年：李啟瑋，臺灣男子籃球運動員
- 1993年：邱子芯，台灣女演員
- 1993年：吉井香奈惠，日本女艺人
- 1995年：戰鷹，中國圍棋棋士、網路主播
- 1995年：白石晴香，日本女性聲優
- 1997年：金宇珍，韓國男歌手
- 2002年：賴均輔，臺灣職業圍棋棋士
- 2004年：李珠賢，韓國女子偶像團體LIGHTSUM成員
- 2006年：湯姆·沃森，英格蘭職業足球運動員
- 生年不詳：朱子聰，香港男性配音員
- 生年不詳：長久友紀，日本女性聲優

## 逝世
- 217年：卡拉卡拉，羅馬皇帝（188年出生）
- 1143年：约翰二世，拜占庭帝国科穆宁王朝皇帝（1087年出生）
- 1364年：約翰二世，法國瓦盧瓦王朝國王。（1319年出生）
- 1450年：朝鮮世宗李祹，朝鮮國國王。（1397年出生）
- 1552年：織田信秀，日本戰國時代尾張國武將，戰國大名，織田信長之父（1511年出生）
- 1578年：赤井直正，日本戰國時代及安土桃山時代武將（1529年出生）
- 1748年：孝賢純皇后，乾隆帝原配妻子（1712年出生）
- 1834年：富俊，清朝東閣大學士，谥文诚。（1748年出生）
- 1835年：威廉·馮·洪堡，德国哲学家、语言学家、政府官员和外交家（1767年出生）
- 1848年：，意大利歌劇作曲家。（1797年出生）
- 1860年：塞切尼·伊什特萬，匈牙利改革家、作家。（1791年出生）
- 1881年：慈安太后，清朝咸豐帝的皇后。（1837年出生）
- 1890年：，美國銀行家、金融家。（1813年出生）
- 1931年：埃里克·阿克塞尔·卡尔费尔特，瑞典詩人，1931年諾貝爾文學獎得主。（1864年出生）
- 1935年：阿道夫·奧克斯，《纽约时报》发行人。（1858年出生）
- 1938年：喬治·蒙巴頓，英國皇家海軍軍官，第二代米爾福德黑文侯爵。（1892年出生）
- 1950年：瓦斯拉夫·尼金斯基，波蘭裔俄羅斯芭蕾舞者、編舞家（1890年逝世）
- 1968年：严凤英，黄梅戏表演艺术家，在文化大革命期间被迫害致死。（1930年出生）
- 1973年：毕加索，西班牙艺术大师。（1881年出生）
- 1976年：譚雅士，香港大律師、政治家。（1900年出生）
- 1981年：奧馬爾·布雷德利，美國陸軍五星上將。（1893年出生）
- 1984年：彼得·卡皮查，苏联物理学家，1978年諾貝爾物理學獎得主。（1894年出生）
- 1986年：阿爾瑪·維瑟爾斯·約翰，美國護士、通訊作家、廣播電視名人、民權活動家。（1906年出生）
- 1986年：岡田有希子，日本偶像女歌手。（1967年出生）
- 1990年：瑞安·怀特，美國抗擊愛滋病、消除愛滋病歧視標誌性人物。（1971年出生）
- 1990年：井口真理子，日本女大學生，在1990年4月間到臺灣自助旅行時不幸遭殺害棄屍。
- 1993年：瑪麗安·安德森，美國女低音歌唱家。（1897年出生）
- 1994年：奧克·瓦倫奎斯特，瑞典天文學家。（1904年出生）
- 1995年：潘麗水，臺灣彩繪匠師。（1914年出生）
- 1998年：黃曼梨，香港演員。（1913年出生）
- 2001年：謝東閔，臺灣政治人物，第6任中華民國副總統。（1908年出生）
- 2006年：余慕雲，香港電影資料之父。（1930年出生）
- 2008年：白寶珠，美國傳教士，紫色大綬景星勳章得主。（1919年出生）
- 2013年：柴契爾夫人，英國政治人物，前任英國首相。（1925年出生）
- 2016年：釋惟覺，中台禪寺開山方丈[3]。（1928年出生）
- 2021年：鍾愛理遜，香港醫生、政治人物。（1925年出生）
- 2022年：彭明敏，臺灣獨立運動領袖、《台灣自救運動宣言》起草者。（1923年出生）
- 2022年：松島實，日本女性聲優、演員。（1940年出生）
- 2023年：李坤城，臺灣作詞人、音樂製作人。（1956年出生）
- 2024年：彼得·希格斯，英國理論物理學家，2013年諾貝爾物理學獎得主。（1929年出生）
- 2025年：梁齊昕，香港特區第3任行政長官梁振英次女。（1991年出生）

## 节假日和习俗
- 国际罗姆人日
- 中華民國：傘兵節，1945年4月8日，為了配合盟軍反攻，將中華民國傘兵第一團擴編為陸軍突擊總隊 [4]，同時成立傘兵學校與接收武器裝備，才正式具備作戰能力。因此，後來中華民國政府以此明定每年的4月8日為傘兵節，藉以紀念中華民國空降部隊的成立。
- 日本：佛誕日

## 另類紀錄
4月8日，對於效力巴塞隆拿的法國球星安托萬·格里茲曼而言，這一天是三重特別的一天，因為他的三個孩子，長女Mia、兒子Amaro及幼女Alba分別在2016年、2019年及2021年的同一天出生。